# Rafael Subirachs
Rafael Subirachs i Vila, né le 22 juillet 1948 à Vic, est un chanteur, musicien et compositeur catalan, membre du mouvement de la Nova Cançó et du groupe Els Setze Jutges.

## Discographie

### Albums
- 1968 : Subirachs
- 1977 :  Bac de Roda (Cicle De Cançons Tradicionales)
- 1978 : Si com l'infant quan apren de parlar
- 1981 : Junts (en collaboration avec : Joan Manuel Serrat, Ovidi Montllor, Pere Tàpias, Lluís Llach, Maria del Mar Bonet et d'autres artistes)
- 1992 : Miralls
- 1999 : Verdaguer 2000. Cançó de la terra
- 2001 : Cants d'Abelone (en collaboration avec Maria del Mar Bonet)
- 2004 : Aquelles cançons de La Cançó (en collaboration avec Al Tall, Josep Maria Espinàs, Jaume Sisa Marina Rossell, Teresa Rebull et Toti Soler et d'autres artistes)

### Singles & EPs
- 1965 : Canta Les Seves Cançons
- 1967 : Rafael Subirachs Dels Setze Jutges Canta Les Seves Cançons
- 1968 : Deu-Me Una Santa / Si Jo Fos Pescador
- 1968 : Canta Les Seves Cançons (II)
- 1970 : L'Amistat Del Braç